# 愛知県社会人サッカーリーグ
愛知県社会人サッカーリーグ（あいちけんしゃかいじんサッカーリーグ）とは、日本の各都道府県にあるサッカーの都道府県リーグのひとつ。愛知県のクラブチームが参加するリーグである。

## 概要&レギュレーション
愛知県社会人サッカーリーグは3部構成となっている（2025年）。
- 1部（8チーム）
  - 2回戦総当たり
- 2部（10チーム）
  - 前期：1回戦総当たり
  - 後期：上位・下位それぞれ5チームずつに分かれ1回戦総当たり
- 3部（9チーム）
  - 前期：1回戦総当たり
  - 後期：上位5チーム・下位4チームに分かれ1回戦総当たり

### 昇格・降格に関して
- 1部の上位2位は東海社会人サッカートーナメント大会の参加権を得る。同大会優勝チームが東海社会人サッカーリーグ2部へ昇格。
- 1部の7位・8位は2部へ自動降格。2部の1位・2位は1部へ自動昇格。
- 2部の7位～10位は3部へ自動降格。3部の1位・2位が2部へ自動昇格。
- 3部の7位～9位が各地区リーグ（東三河、西三河、名古屋[2]、知多[3]、東尾張[4]、西尾張）へ自動降格。
- 各地区リーグの上位チーム（計12チーム）による地区チャンピオンズリーグ愛知県社会人サッカーリーグ昇格決定戦を行う[5]。
  - 1次ラウンドは4チームずつ3ブロックに分けてリーグ戦を行い、各ブロック1位の3チームと各ブロック2位のうち成績最上位の計4チームが決勝ラウンドに進出する。
  - 決勝ラウンド（昇格決定戦）に勝利した2チームが県リーグ3部に昇格する。
  - 各地区の出場クラブ数は県サッカー協会1種社会人委員会により選出される（2024年：名古屋4、西三河1、東三河1、西尾張2、東尾張2、知多2）。

以上の昇格・降格レギュレーションは、JFL・東海リーグの昇降格数によってその都度変更があり、県サッカー協会1種社会人委員会により協議の上決定する。

## 参加チーム（2025年）

### 1部
- 名古屋シティユナイテッドFC（知多）
- トヨタ蹴球団（西三河）
- 豊田自動織機サッカー部（西三河）
- 瀬戸FC（東尾張）
- 大同特殊鋼サッカー部（名古屋）
- AS.ラランジャ豊川（東三河）
- WIN FIELD（名古屋）
- アイシンサッカークラブ（西三河）

### 2部
- F.C.ゴール（名古屋）
- 守山FC（東尾張）
- MUFG Bank名古屋（名古屋）
- 春日井クラブ（東尾張）
- トヨタ車体FC（西三河）
- FC知多アストラ（知多）
- JAGUAR.FC（西三河）
- SD.88FC（名古屋）
- BANFF FC（名古屋）
- A.C.Compare（西三河）

### 3部
- 津島AFC（西尾張）
- 八事FC（名古屋）
- FC.JOYFUT（西三河）
- Fuego（名古屋）
- 愛知朝鮮蹴球団（名古屋）
- ORCA（知多）
- FC LEONE（名古屋）
- FC豊橋AZALEA（東三河）
- C GROSSO知多（知多）

## 主な試合会場
| 名古屋市 - 瑞穂北陸上競技場 - テラスポ鶴舞 - 名古屋市港サッカー場 - 東レ名古屋グラウンド 豊橋市 - 豊橋市岩田総合球技場 - 豊橋総合スポーツ公園 瀬戸市 - 瀬戸SOLAN小学校 豊川市 - 赤塚山公園市民のスクエア - 豊川市サッカー場 津島市 - 津島東公園グラウンド 岡崎市 - マルヤス岡崎龍北スタジアム 刈谷市 - 港町グラウンド - トヨタ車体刈谷ふれ愛パークグランド - グリーングラウンド刈谷 - ウェーブスタジアム刈谷 | 豊田市 - 豊田市運動公園陸上競技場・球技場 - 豊田市中央公園芝生広場 - 柳川瀬公園サッカー場 春日井市 - 春日井市朝宮公園陸上競技場 蒲郡市 - 海陽多目的広場 新城市 - 新城総合公園陸上競技場 東海市 - 元浜サッカー場 大府市 - 豊田自動織機大府グラウンド 日進市 - 愛知県口論義運動公園サッカー場 - トヨタ自動車日進研修センターグラウンド 知多市 - 愛知県フットボールセンター知多 蟹江町 - 名古屋WESTフットサルクラブ |

## 歴代優勝クラブ

### 1部
- 2000年 東海理化
- 2001年 高浜FC
- 2002年 東海理化
- 2003年 F.C.ゴール
- 2004年 東海理化
- 2005年 中京F.C.
- 2006年 F.C.ゴール
- 2007年 中京F.C.
- 2008年 中京F.C.
- 2009年 F.C.ゴール
- 2010年 F.C.ゴール
- 2011年 F.C.ゴール
- 2012年 ジェイテクトサッカー部
- 2013年 豊田自動織機サッカー部
- 2014年 東海学園FC
- 2015年 大同特殊鋼サッカー部
- 2016年 中京大学FC
- 2017年 F.C.ゴール
- 2018年 大同特殊鋼サッカー部
- 2019年 AS刈谷
- 2020年 wyvern
- 2021年 豊田AFC
- 2022年 東海FC
- 2023年 リヴィエルタ豊川
- 2024年 ラジルFC東三河

### 2部
- 2007年 尾張クラブ
- 2008年 瀬戸FC
- 2009年 高浜FC
- 2010年 FC津島
- 2011年 高蔵寺FC
- 2012年 東海学園FC
- 2013年 ラジルFC東三河
- 2014年 SHARKS
- 2015年 豊田AFC
- 2016年 WIN FIELD
- 2017年 AS刈谷
- 2018年 守山C.F.C
- 2019年 wyvern
- 2020年 東海FC
- 2021年 MUFG Bank名古屋
- 2022年 瀬戸FC
- 2023年 名古屋シティユナイテッドFC
- 2024年 WIN FIELD

### 3部
- 2016年 AS刈谷
- 2017年 JAGUAR
- 2018年 wyvern
- 2019年 東海FC
- 2020年 FC.JOYFUT
- 2021年 Fuego
- 2022年 名古屋シティユナイテッドFC
- 2023年 アイシンサッカークラブ
- 2024年 名古屋WEST.FC